# غمار دقيق
غمار دقيق (الاسم العلمي: Gammarus minus) هو نوع من المفصليات يتبع جنس الغمار من الفصيلة الغمارية.